# La Croix-Helléan
La Croix-Helléan is een gemeente in het Franse departement Morbihan (regio Bretagne) en telt 636 inwoners (1999). De plaats maakt deel uit van het arrondissement Pontivy.

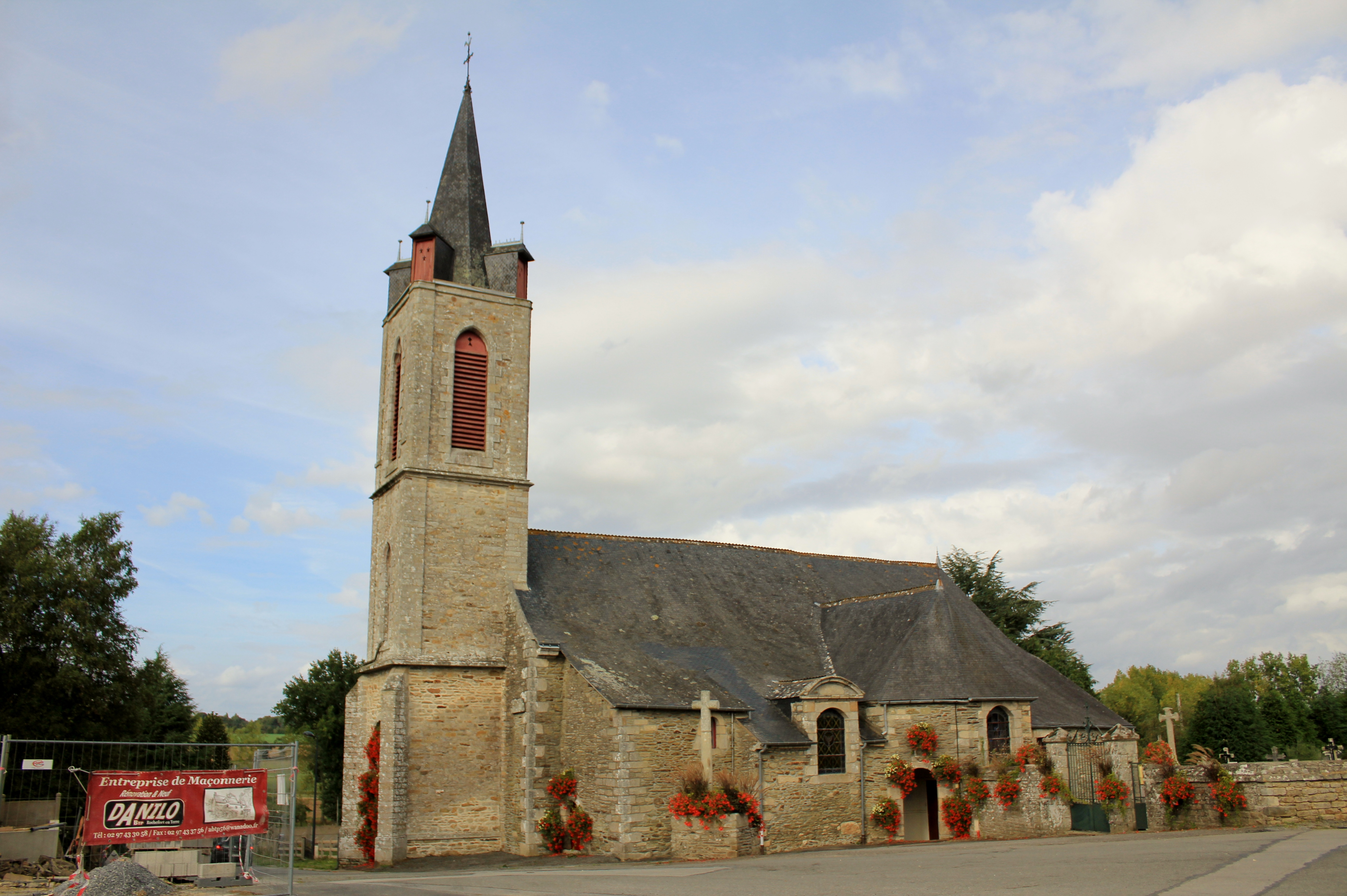
Kerk Sainte-Croix
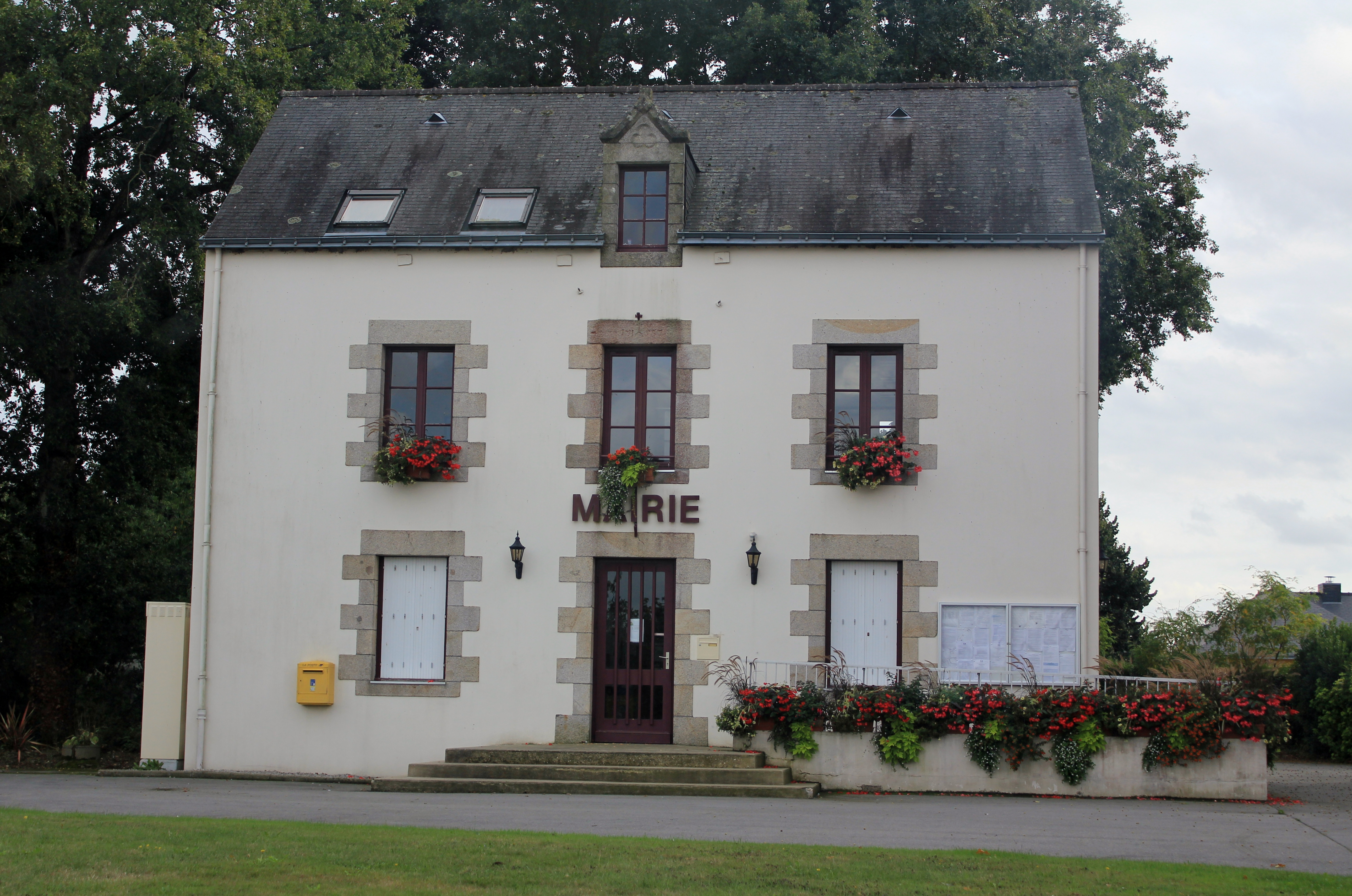
Gemeentehuis

## Geografie
De oppervlakte van La Croix-Helléan bedraagt 14,5 km², de bevolkingsdichtheid is 43,9 inwoners per km².
De onderstaande kaart toont de ligging van La Croix-Helléan met de belangrijkste infrastructuur en aangrenzende gemeenten.

## Demografie
Onderstaande figuur toont het verloop van het inwonertal (bron: INSEE-tellingen).

1. ↑  Populations de référence 2022.